# Drosophila gilvilateralis
Drosophila gilvilateralis är en tvåvingeart som beskrevs av Elmo Hardy 1965. Drosophila gilvilateralis ingår i släktet Drosophila och familjen daggflugor.
Artens utbredningsområde är Hawaii.